# Geositta tenuirostris
A Geositta tenuirostris a madarak (Aves) osztályának verébalakúak (Passeriformes) rendjébe és a fazekasmadár-félék (Furnariidae) családjába tartozó faj.

## Rendszerezése
A fajt Frédéric de Lafresnaye francia ornitológus írta le 1836-ban, az Alauda nembe  Alauda tenuirostris néven, innen sorolták át jelenlegi nemébe.

## Alfajai
- Geositta tenuirostris kalimayae Krabbe, 1992
- Geositta tenuirostris tenuirostris (Lafresnaye, 1836)[2]

## Előfordulása
Dél-Amerika nyugati részén, az Andok hegységben, Argentína, Bolívia, Chile, Ecuador és Peru területén honos. A természetes élőhelye szubtrópusi és trópusi magashegyi rétek, bokrosok és füves legelők.

## Megjelenése
Átlagos testhossza 18 centiméter, testtömege 32-38 gramm. Hosszú, vékony csőre van.

## Életmódja
Ízeltlábúakkal táplálkozik.

## Természetvédelmi helyzete
Nagy az elterjedési területe, egyedszáma stabil. A Természetvédelmi Világszövetség Vörös listáján még a nem fenyegetett kategóriában szerepel a faj.

## Külső hivatkozások
- Képek az interneten a fajról
- Internet Bird Collection - videók a fajról
- Xeno-canto.org - a faj hangja és elterjedési területe